# Miklós Haraszti
 (février 2022).
Si vous disposez d'ouvrages ou d'articles de référence ou si vous connaissez des sites web de qualité traitant du thème abordé ici, merci de compléter l'article en donnant les références utiles à sa vérifiabilité et en les liant à la section « Notes et références ».
Dans le nom hongrois Haraszti Miklós, le nom de famille précède le prénom, mais cet article utilise l’ordre habituel en français Miklós Haraszti, où le prénom précède le nom.
Miklós Haraszti  est un homme politique, écrivain, journaliste, défenseur des droits de l'homme et professeur d'université hongrois. Il a rempli au maximum deux mandats en tant que représentant de l'OSCE pour la liberté des médias, de 2004 à 2010. Il est actuellement professeur adjoint à la School of International & Public Affairs de la Columbia Law School, à New York et professeur invité au département de politique publique de l'université d'Europe centrale (UEC).

## Biographie
Son père était un horloger d'origine juive de Budapest, qui a fui en Palestine mandataire en 1939 pour échapper au service du travail obligatoire ; sa mère, originaire de Moukatchevo, a également fui en1941 la persécution des Juifs pour rejoindre ce qui est aujourd'hui Israël. En 1948, après la création de l'État d'Israël, ils ont été parmi les fondateurs du Maki (parti politique historique) (MAKI) (qui a avait succédé au parti communiste de Palestine). En 1948, la famille retourna en Hongrie. 
Il étudia le hongrois et la philosophie à l'université de Budapest de 1964 à 1967, et de 1968 à 1970. Avant cela, de 1963 à 1964, il exerça comme enseignant non qualifié à Dunaföldvár et Paks.
En 1976, il a cofondé le Mouvement d'opposition démocratique hongrois et, en 1980, il devint rédacteur en chef du périodique samizdat Beszélő.
En 1989, il participa aux négociations de la "table ronde" sur la transition vers des élections libres. Membre du Parlement hongrois de 1990 à 1994, il a ensuite donné des conférences sur la démocratisation et la politique des médias dans de nombreuses universités.
Parmi ses livres les plus connus figure Salaire aux pièces. Ouvrier dans un pays de l'Est, publié aux éditions du Seuil en 1976.
En 2012, M. Haraszti fut nommé rapporteur spécial des Nations unies sur la situation des droits de l'homme en Biélorussie jusqu'au 31 octobre 2018.
En tant que représentant de l'OSCE pour la liberté des médias, il succéda à Freimut Duve et fut remplacé par Dunja Mijatović

## Œuvres traduites en français
- Salaire aux pièces. Ouvrier dans un pays de l'Est., éditions du Seuil, 1976
- Opposition 0,1 %, éditions du Seuil, 1979
- L'artiste d'état : de la censure en pays socialiste, Fayard, 1983